# Кызылжар (Индерский район)
Кызылжа́р (каз. Қызылжар) — село в Индерском районе Атырауской области Казахстана. Входит в состав Жарсуатского аульного округа. Код КАТО — 234037700.

## Население
В 1999 году население села составляло 95 человек (47 мужчин и 48 женщин). По данным переписи 2009 года, в селе проживало 108 человек (51 мужчина и 57 женщин).